# بورجونوفو فال تيدوني
بورجونوفو فال تيدوني (بالإيطالية: Borgonovo Val Tidone)‏ هي بلدية في مقاطعة بياتشنزا في إقليم إميليا رومانيا الإيطالي.

## السكان
في سنة 1861 بلغ عدد السكان 6٬341 نسمة، وتطور العدد ليصل في سنة 2011 لـ 7٬631 نسمة.
يظهر هذا المخطط البياني تطور النمو السكاني لـ بورجونوفو فال تيدوني